# Хисматов, Асхат Асадуллович
Асхат Асадуллович Хисматов (тат. Әсхәт Әсәдулла улы Хисмәтов; род. 1 января 1952, Нижнее Алькеево, Алькеевский район, Татарская АССР, РСФСР, СССР) — советский и российский татарский актёр. Народный артист Республики Татарстан (2003), заслуженный артист Республики Татарстан (1991).

## Биография
Асхат Асадуллович Хисматов родился 1 января 1952 года в деревне Нижнее Алькеево Алькеевского района Татарской АССР. Настоящая дата рождения не по документам — 28 декабря 1951 года. Отец — Асадулла Самигуллович, участник Великой Отечественной войны; мать — Рахиля Тагировна, ветеран труда, всю жизнь проработала в колхозе.
Обладая от природы богатым голосом, увлекался пением, в школьные годы активно занимался в самодеятельности, участвовал в сельских концертах. Окончив десять классов Нижнеалькеевской школы, некоторое время трудился в помощником комбайнёра в колхозе, а в 1969 году приехал в Казань. С мечтой стать профессиональным певцом пытался поступить в консерваторию, но не был принят, однако ему посоветовали в начале сентября прийти на годичный подготовительный курс. Тем не менее, буквально на следующий день после отказа Хисматов устроился на Казанский завод резинотехнических изделий, а затем поступил на работу механиком в управление «Волгостальконструкция». В 1970—1972 годах служил в армии, после чего вернулся на предприятие. Участвовал в строительстве двух корпусов Казанского университета, здания цирка, цеха авиационного завода, параллельно продолжил заниматься художественной самодеятельностью и был занят в любительских спектаклях в доме культуры строителей.

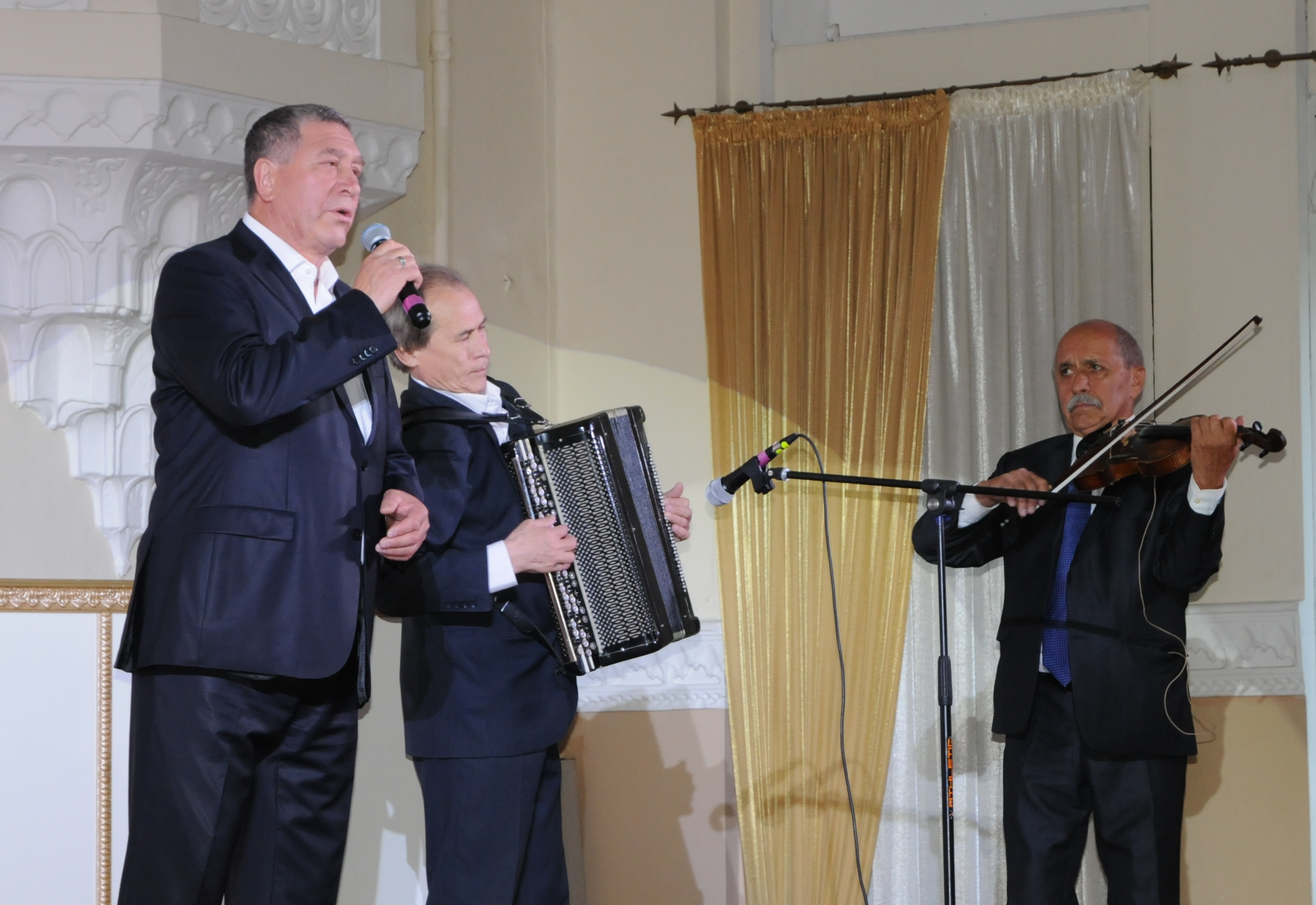
Выступление Хисматова, 2015 год

С подачи М. Г. Имашева познакомился М. Х. Салимжановым, который разглядел в Хисматове актёрский талант и принял его сразу на свой второй курс Казанского театрального училища. Первое время Хисматов совмещал занятия с работой строителем, затем устроился монтировщиком в Татарского государственного академического театра имени Г. Камала. После окончания училища в 1978 году был принят в основной актёрский состав труппы театра Камала. Долгое время занимал пост председателя профсоюзной организации театра, занимался всеми бытовыми и производственными делами, был фактически правой рукой режиссёра по творческим и организационным вопросам. В 1991 году получил звание заслуженного артиста Республики Татарстан, а в 2003 году стал народным артистом Республики Татарстан. Активно выступает на концертах с татарскими песнями в собственном исполнении, собирая полные залы. Также снимается в кино, сыграл в нескольких десятках фильмов и телесериалов. Занимается привлечением молодёжи в театр, озабочен вопросом сохранения татарского языка. В 2022 году отметил 70-летний юбилей.

## Очерк творчества
Творческий псевдоним — Асхат Хисмат. Известен как характерный актёр. Он сразу нашёл свою нишу в театре, обладая выразительными внешними данными — стройной фигурой и добрыми лицом, благодаря чему преимущественно положительные герои Хисматова отличаются мягкостью и человечностью. Молодым персонажам актёра присущи темпераментность, пылкость, самоотверженность и благородство. Мягким лиризмом, чистотой взаимоотношений молодых влюблённых отличался спектакль «Молодые сердца» Ф. Бурнаша, поставленный П. Исанбетом, где Хисматов воплотил роль Хайретдина, горячо влюблённого в Сарби (З. Зарипова). При отсутствии новаторства в изображении ситуаций и характеров этих людей, Хисматов вместе со своей партнёршей продемонстрировал необычайную естественность, непосредственность, подлинность высокого чувства, которым они настолько переполнены, что стесняются его и даже незаметно для самих себя начинают петь, переводя язык любви в поэтическое русло. Хисматов вообще обладает певческим голосом, тёплым баритональным тембром, в связи с чем по молодости исполнял поющие роли в известных татарских музыкальных драмах и комедиях. Особую известность получила его долголетняя роль Булата в спектакле «Голубая шаль» К. Тинчурина в постановке М. Салимжанова, на которой выросло несколько поколений зрителей, а затем Хисамов появился в совершенно неожиданной и противоположной роли Ишана в новой редакции постановки Ф. Бикчантаева, также снискавшей успех у публики.
Роли Хисматова отличаются точно найденными средствами выразительности, искренностью и убедительностью. Характерность его персонажей очень разнообразна — от обаятельности, очаровательности и детской наивности до трагизма и жертвования собой ради другого. Сохраняя свою индивидуальность, Хисматов не старается продемонстрировать внешнюю трансформацию характера, а добивается перевоплощения путём внутренного преображения. Совершенно неожиданной в этой связи оказалась роль Акбая в спектакле «Деревенский пёс Акбай» по пьесе Т. Миннуллина, где уже известный актёр перевоплотился в собаку — он сыграл её с необыкновенной душевной теплотой, создав добрый, верный, мудрый и справедливый образ, который снискал любовь не только детей, но и взрослых. Особенно Хисматову удаются образы образы простых и сердечных людей преимущественно в татарских пьесах, где он проникновенно и естественно передаёт душевное богатство человека из народа. Не избегает он и отрицательных персонажей, гнусных, отвратительных, глупых и надменных, играет их правдиво и органично, но крайне редко в силу своей природной доброжелательности. Все персонажи Хисамова — это сдержанные люди, которые не поддаются бурным страстям, и при этом актёр практически не прикладывает никаких усилий для создания своего образа, достигая при этом абсолютного жизнеподобия.
Среди наиболее значительных ролей Хисамова такие образы, как — Марат («Перед свадьбой»), Шайдулла («Развод по-татарски» Х. Вахита), Гелюс («Сын женится, мы разводимся» И. Юзеева), Хасан («Хасан — муж Ляйсан»), Тынгысын («Идегей» Ю. Сафиуллина), Булат, Ишан («Голубая шаль»), Ильяс («Казанское полотенце» К. Тинчурина), Халим («Минникамал» М. Амира), Хайрутдин («Молодые сердца» Ф. Бурнаша), Габдрахман («Ясновидящий»), Шайхи («Вызывали?», «Снегопад» З. Хакима), Шахи («Конокрад»), Акбай («Деревенский пёс Акбай»), Бачка («Зятья Гэргэри» Т. Миннуллина), Максуд («Приехала мама» Ш. Хусаинова), Платон («Баскетболист» М. Гилязова), Вакиф («Поговорим о любви» И. Зайниева), Мукай («Прости меня…» Л. Айтуганова), Айдар («Дачный сезон» С. Юзеева), Ташчайнар («Плаха» Ч. Айтматова), Акоп («Ханума» А. Цагарели), Иван («Бесприданница»), Денис Иванович («Светит, да не греет» А. Н. Островского).

## Награды

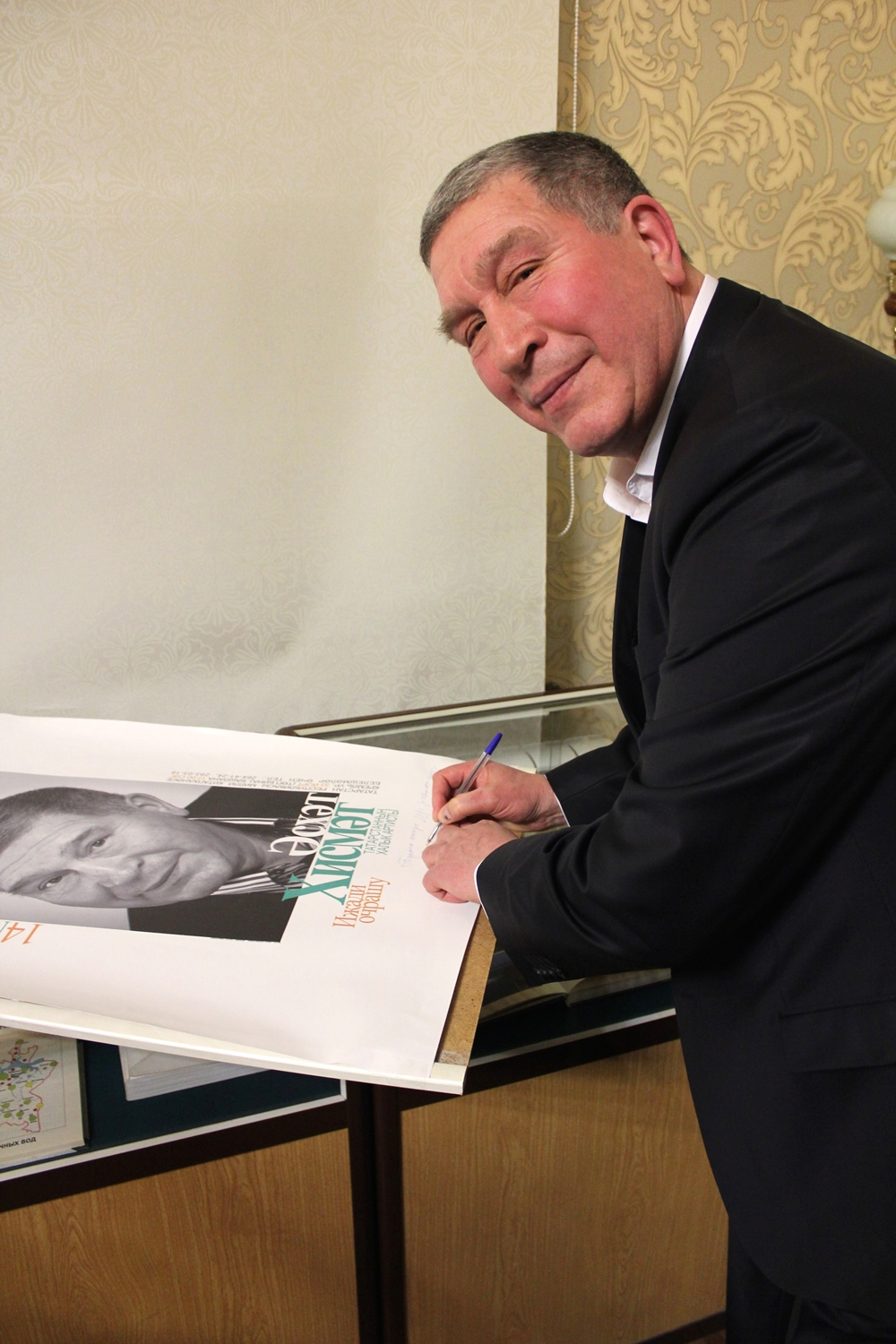
Асхат Хисматов, 2016 год

- Почётное звание «Народный артист Республики Татарстан» (2003 год)[1][2].
- Почётное звание «Заслуженный артист Республики Татарстан» (1991 год)[17][1].
- Медаль ордена «За заслуги перед Республикой Татарстан» (2022 год) — за заслуги в развитии театрального искусства и многолетнюю плодотворную творческую деятельность[18].
- Медаль «За доблестный труд» (2012 год) — за плодотворный труд и большой вклад в развитие театрального искусства[19].
- Республиканская премия имени Ильгама Шакирова[тат.] (2023 год) в номинации «Народное пение» (артист самодеятельности)[20].

## Личная жизнь
Первая жена — Нурания, поженились в 1978 году, преждевременно скончалась в 1987 году из-за проблем с сердцем. Вторая жена — Рашида, выпускница театрального училища, работала в театре кукол, трудится гримёром в театре Камала, поженились в 1989 году. Четверо детей — Булат (баянист), Ильсияр (политолог), Гузалия и Гульшат (обе от первого брака, работают на «Водоканале»). Имеет дом с садом в Студенцах, увлекается огородничеством и садоводством, занимается разведением яблонь и груш. С юности был обучен всем делам по дому, умеет и любит готовить.